# Christopher Owens
Christopher David Owens, född 13 juli 1979 i Miami, Florida, är en amerikansk låtskrivare och artist främst känd som sångare i bandet Girls.

## Biografi
Christopher Owens var en del av den kristna sekten Familjen som ung, innan han lämnade den vid 16 års ålder.  Under sin tid i sekten var han inte tillåten att lyssna på annan musik än den som skrevs av sektens medlemmar. Sin musikaliska skolning fick han genom att lyssna på kassetter som sektens ungdomar i hemlighet bytte med varandra. Då hemmavarande i Slovenien rymde han på egen hand till Amarillo, Texas där hans äldre syster var bosatt. Väl där började han experimentera med droger och blev adept till konstnären och multimiljonären Stanley Marsch III. Han bosatte sig senare i San Francisco där han träffade musiker som Ariel Pink och Matt Fishbeck. Tillsammans startade trion bandet Holy Shit! men Christopher Owens gick sedan vidare och bildade Girls med musikern och producenten Chet "JR" White. Tillsammans har de spelat in två album och en EP. Christopher Owens är känd för sina direkta poplåtar, ofta på temat kärlek och inte sällan om hur det är att växa upp i en kristen sekt. 

### Influenser
Christopher Owens brukar vara öppenhjärtig om sina största idoler och har nämnt i intervjuer att varje låt på Girls senaste album Father, Son, Holy Ghost har skrivits och spelats in med tanke på olika hjältar i Christopher Owens liv. Några stora influenser till hans låtskrivande är bland annat Elvis Presley, Michael Jackson, Lawrence Hayward, Gene Kelly och Randy Newman.

## Diskografi

### Album medGirls
- 2009 – Album
- 2010 – Broken Dreams Club
- 2011 – Father, Son, Holy Ghost

### Soloalbum
- 2013 – Lysandre
- 2014 – A New Testament
- 2015 – Chrissybaby Forever
- 2024 - I Wanna Run Barefoot Through Your Hair

### Album med Curls
- 2017 – Vante